# Ferenc Deákbrug

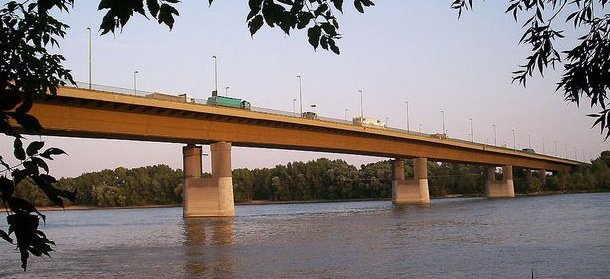
De Ferenc Deákbrug

De Deák Ferenc Híd (Nederlands: Ferenc Deákbrug) is de meest zuidelijke brug over de Donau in Boedapest. De brug werd op 16 november 1990 opengesteld voor het verkeer. De brug is vernoemd naar Ferenc Deák. De brug werd gebouwd met het oog op de M0 snelweg die het zuidelijke deel van de stad ontsluit. 

## Geschiedenis
Het idee voor een expresweg die de hoofdstad Boedapest zou ontsluiten kwam van Balthazar Vasarhelyi, een voormalig professor aan de polytechnische universiteit in Boedapest. Hoewel zijn idee dateert van de periode rond 1942, zou het nog vele decennia duren vooraleer de brug werd gebouwd.
Pas in 1970 werd met de planning begonnen, toen de Hongaarse hoofdstad meer internationaal verkeer te verwerken kreeg en daardoor onaangename neveneffecten ontstonden voor de bevolking (lawaai, trillingen van zwaar vrachtverkeer, luchtverontreiniging) aan de toen meest zuidelijke Petőfibrug, dit vanwege het doorgaande verkeer op de M1 uit Győr en de M5 richting Kecskemét en Szeged.
De Wereldbank, die het nationale belang van de bouw onderkende, kwam met 35% tussen in de kostprijs van het bouwwerk.
In de aanvangsfase van het project werden alle hoofdgegevens verzameld en in samenwerking tussen het uitvoerende ministerie en de stad werd in 1981 een ontwerpwedstrijd uitgeschreven. Vijftien inzendingen werden ingediend, waarvan twee werden weerhouden vanwege hun buitengewone toegevoegde waarde. De indieners Tibor Sigrid en Tibor Klatsmány vormden het collectief Uvaterv.
De jury besloot in oktober 1986 tot de bouw van de brug. De hoofdaannemer voor de bouw was de Hídépítő Vállalat. Bedrijven die bijdroegen tot de bouw waren Uvaterv) voor wat de voorbereiding van de bouwplannen betrof en de Ganz Fabriek die instond voor het bouwen van de staalstructuur. Het brugdek van gewapend beton werd door een algemene hoofdaannemer uitgevoerd.